# 道奇堡 (堪薩斯州)
道奇堡（英語：Fort Dodge）是位於美國堪薩斯州福特縣的一個人口普查指定地區。

## 人口
根據2020年美國人口普查的數據，道奇堡的面積為0.50平方千米，當中陸地面積為0.50平方千米，而水域面積為0.00平方千米。當地共有人口97人，而人口密度為每平方千米194人。